# Temnora eranga
Temnora eranga là một loài bướm đêm thuộc họ Sphingidae. Loài này có ở forests từ Sierra Leone tới Congo và Uganda và phía tây Kenya.
Chiều dài cánh trước khoảng 16–18 mm. Nó gần giống loài Temnora scitula, but distinguishable by the more variegated pattern, the lack of a postmedian translucent spot và another translucent spot being cream rather than white.